# James Hunt
James Simon Wallis Hunt (Londra, 29 agosto 1947 – Londra, 15 giugno 1993) è stato un pilota automobilistico britannico, campione del mondo di Formula 1 nel 1976.
Era soprannominato Hunt The Shunt (Hunt "Lo schianto") a causa dei suoi frequenti incidenti. Corse per la maggior parte della carriera in Formula 1, in cui vinse 10 Gran Premi.
Viene considerato come uno dei migliori piloti della sua generazione.
Terminata la carriera di pilota a soli trentun anni, divenne commentatore televisivo per la BBC, mantenendo tale ruolo fino alla morte, avvenuta a soli 45 anni il 15 giugno 1993, a seguito di un attacco cardiaco.
Era noto per lo stile di vita sregolato e godereccio, nonché per la grande amicizia-rivalità con un altro grande pilota, Niki Lauda.

## Carriera

### Infanzia e giovinezza
James Hunt nacque il 29 agosto 1947 a Belmont, nel Borgo londinese di Sutton, secondo figlio di Susan "Sue" Noel Wentworth Davis e Wallis Glynn Gunthorpe Hunt, agente di cambio. Aveva due sorelle, Sally e Georgina, e tre fratelli, Peter, Timothy e David, anch'egli pilota, morto nel 2015 a 55 anni. Inizialmente la famiglia visse in un appartamento a Cheam, per poi trasferirsi a Sutton quando Hunt aveva undici anni e infine spostarsi a Belmont. Prima di compiere cinque anni la famiglia lo iscrisse in una scuola materna ad Ambleside, dopodiché frequentò le scuole a Hastings e il Wellington College. In questo periodo giocò per due anni a cricket e si dedicò al calcio, facendo il portiere. All'età di dodici anni prese parte anche a un torneo di tennis under 16.
Fin da bambino aveva una personalità ribelle e, secondo i genitori, cominciò a fumare fin dall'età di dieci anni. Nonostante i tentativi di indurlo a smettere Hunt continuò a praticare il suo vizio. Mentre era in vacanza con la famiglia in Galles imparò a guidare utilizzando un trattore in una fattoria. Inizialmente però si sentiva frustrato per non avere la forza necessaria per cambiare la marcia del mezzo. Una settimana dopo il suo diciassettesimo compleanno prese la patente e affermò che da quel momento la sua vita era veramente iniziata.
Nel 1965 cominciò a praticare lo sport sciistico recandosi in Scozia, replicando la spedizione pure nel 1966, occasione nella quale riportò un infortunio al braccio. Prima del suo diciottesimo compleanno si recò a casa di Chris Ridge con cui faceva coppia nelle gare di doppio nel tennis. In questa occasione conobbe suo fratello Simon, pilota di Mini, che stava preparando una gara per il fine settimana. Hunt si recò con loro a Silverstone per vedere la gara e rimase affascinato dal mondo dell'automobilismo.

### Le formule minori
Hunt cominciò la propria carriera di pilota nelle corse con le Mini. Si iscrisse per la prima volta in una gara a Snetterton, ma i commissari di gara gli impedirono di partecipare perché giudicarono la sua vettura irregolare. Per potere partecipare ad altre corse lavorò quindi per una compagnia telefonica, procurandosi i soldi necessari per disputare altre tre gare. Nel 1968 passò alla Formula Ford, correndo con una Russell-Alexis Mk 14 che il pilota pagò a rate. All'esordio, nonostante un errore nel settaggio dell'accensione del motore, che gli fece perdere 15 cv, riuscì a concludere al 5º posto. Ottenne la sua prima vittoria sul circuito di Lydden Hill e a Brands Hatch fece segnare il giro record.

### Formula 3 e Formula 2

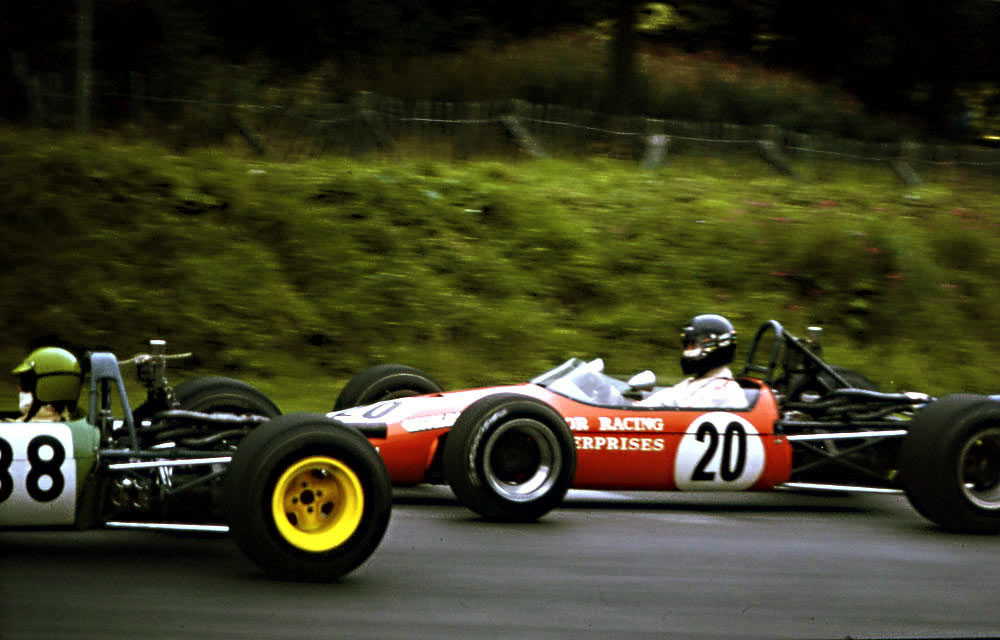
Hunt impegnato in una gara di Formula 3 nel 1969.

Il 10 agosto del 1969, a Mallory Park, Hunt fece il suo debutto nel campionato inglese di Formula 3 alla guida di una Brabham BT21 della Motor Racing Enterprises, arrivando all'ottavo posto. Già nella gara successiva a Brands Hatch, Hunt stupì tutti, conquistando un ottimo terzo posto dietro ad Emerson Fittipaldi e a Roy Pike. A fine campionato, grazie ad un altro paio di gare finite a punti si classificherà al quindicesimo posto.
Visto il suo ottimo debutto nella categoria, nell'annata seguente divenne osservato speciale da parte di molti team manager. In realtà Hunt, che nel frattempo era passato alla Lotus, sarà protagonista di una stagione costellata da pochi alti (due secondi posti ottenuti a Oulton Park e Brands Hatch) e molti bassi, a partire da diverse uscite di strada che gli costarono il soprannome "Hunt The Shunt". Uno dei momenti più celebri fu il controverso incidente con Dave Morgan durante la gara svoltasi al Crystal Palace.
Dopo avere duellato per tutta la gara durante l'ultimo giro Morgan attaccò Hunt all'esterno della curva South Tower, ma le due vetture si toccarono ed entrambi i concorrenti furono costretti al ritiro. Hunt, una volta sceso dalla propria vettura, raggiunse Morgan e lo prese a spinte, facendolo cadere a terra. Entrambi i piloti vennero convocati dalla RAC che, dopo avere analizzato le sequenze dell'incidente, assolse Hunt e punì Morgan con una sospensione di un anno della licenza per correre. Sempre in quella stagione vinse la sua prima gara, anche se non valevole per il campionato inglese.
A Rouen, il 28 giugno 1970, riuscì a battere in volata Wilson Fittipaldi e Mike Beuttler, al termine di una gara tragica che vedrà perire in due distinti incidenti i francesi Denis Dayan e Jean-Luc Salomon. Lo stesso anno Hunt si incontrò anche con John Hogan e Gerry Birrell, stringendo un accordo di sponsorizzazione con la Coca Cola. Nel 1971 Hunt passa alla March, con la quale aveva già disputato una gara nel 1969: nonostante venga indicato da molti osservatori come uno dei favoriti per il titolo la sua stagione si rivelerà molto deludente. Arrivò terzo nel campionato B.A.R.C. (in quel periodo in Inghilterra si disputavano tre campionati di Formula 3) e vinse un'altra gara in Francia, a Montlhéry. Debuttò inoltre in Formula 2 nella gara fuori campionato di Brands Hatch.
La carriera di Hunt continuò alla March, con cui si accordò per disputare la stagione 1972. Dopo un inizio di stagione che lo aveva visto cogliere un podio e alcuni piazzamenti a punti, nella gara a Zandvoort fu costretto a fare da spettatore. La March gli comunicò a maggio l'intenzione della scuderia di sostituirlo con Jochen Mass. Hunt si rivolse quindi al suo ex team manager Chris Marshall, che gli mise a disposizione una vettura di riserva, ma spesso venne costretto al ritiro a causa di vari guasti meccanici. La carriera di Hunt pareva giunta al capolinea, quando incrociò nella sua strada l'eccentrico e ricco Lord Alexander Hesketh, che deluso dai risultati del suo team in F3 progettava il salto di categoria nel ben più difficile campionato europeo di F2.
Hunt ebbe a disposizione una vecchia March del 1971 con la quale debuttò a Salisburgo il 3 settembre ottenendo una fenomenale prima fila durante le qualifiche. In gara ruppe il motore, ma le sue ottime prestazioni in Austria non passarono inosservate. Hunt arrivò inoltre terzo ad Oulton Park, dietro a Ronnie Peterson e Niki Lauda e quinto ad Albi. Ottenne inoltre un quinto posto alla Rothmans 50,000, una gara mista fra F1, F2, Sport e F.5000 disputata a Brands Hatch. Nel 1973 Lord Hesketh decise di passare alla Surtees, che l'anno precedente aveva vinto il titolo nella serie cadetta. La scelta non fu però azzeccata in quanto la TS15 non si dimostrò molto competitiva, surclassata in termini di prestazioni dalla March 732 a motore BMW. Dopo alcune gare Hunt ed Hesketh decisero di abbandonare la serie.

### Formula 1

#### I primi anni in Formula 1 (1973-1975)
1973
Hunt fece il proprio debutto in Formula 1 nel 1973 al Gran Premio di Monaco, alla guida di una March 731 acquistata dal team di Lord Alexander Hesketh. Lo sviluppo della monoposto fu invece affidato a Harvey Postlethwaite. Inizialmente le altre scuderie non presero troppo sul serio la partecipazione della squadra inglese al campionato, ma ben presto Hunt cominciò a ottenere risultati rilevanti: in Francia conquistò un sesto posto, mentre in Gran Bretagna giunse quarto e fece segnare il giro più veloce. Andò, poi, a podio due volte, arrivando terzo nei Paesi Bassi e secondo negli Stati Uniti.
Concluse quindi all'ottavo posto in campionato con quattordici punti ottenuti. Lo stesso anno fece breve apparizione alla 9 Ore di Kyalami, guidando in coppia con Derek Bell e giungendo secondo. Vinse anche il Trofeo Campbell, assegnato dalla RAC, come miglior pilota britannico dell'anno.
1974-1975
Nel 1974 fu pilota della Hesketh Racing. Nella prima stagione ottenne tre podi, mentre nel 1975 conquistò una grande vittoria nei Paesi Bassi e giunse quarto in classifica piloti. A fine stagione la Hesketh, che per scelta correva senza sponsor ("non si possono appiccicare adesivi sull’Union Jack", diceva Lord Hesketh), si ritrovò in pesanti difficoltà economiche, e Hunt si ritrovò senza più un team. Si accordò quindi con la McLaren, rimasta orfana di Emerson Fittipaldi, andato a correre per la Fittipaldi Automotive del fratello Wilson Fittipaldi. La Hesketh riuscì comunque a continuare a competere in Formula 1.

#### Il passaggio in McLaren e il titolo mondiale (1976-1978)

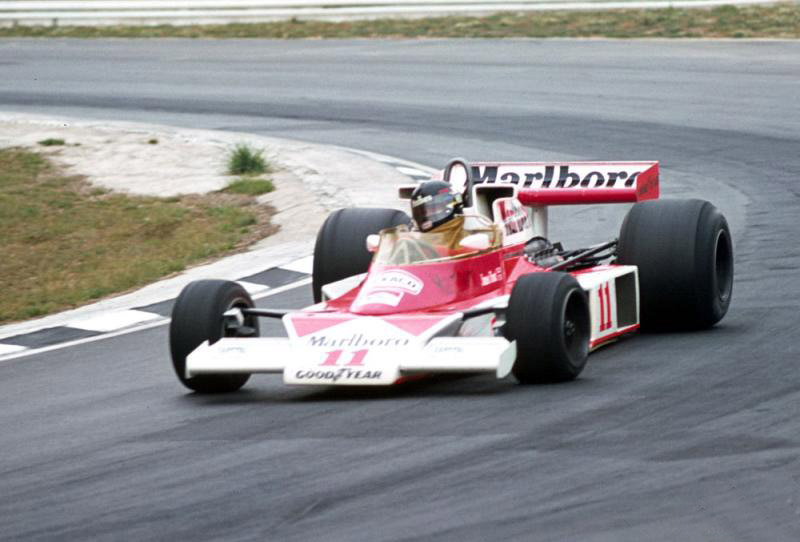
Hunt in azione a Brands Hatch

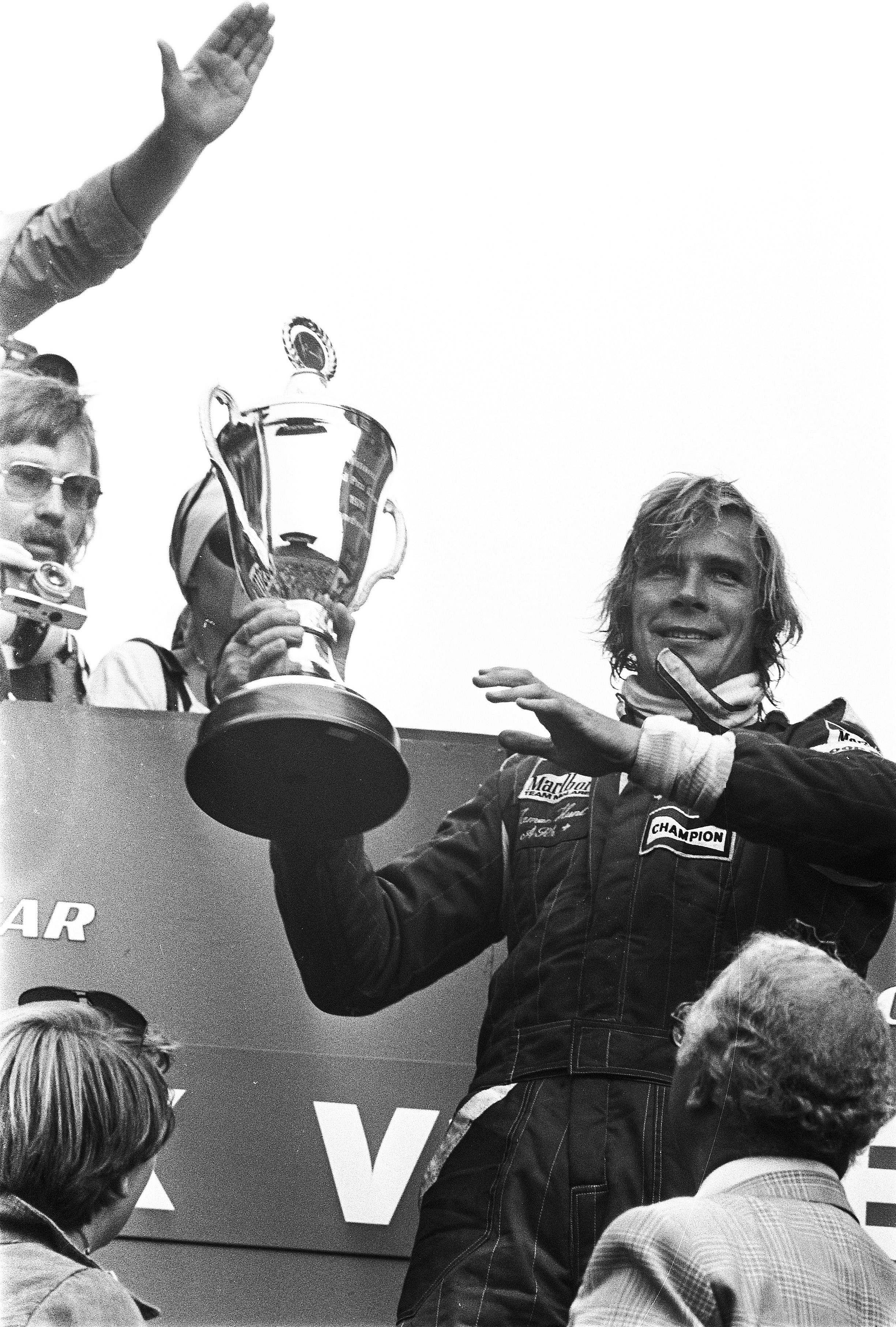
Hunt festeggia l'affermazione nel Gran Premio d'Olanda 1976; al termine dello stesso anno vincerà il suo unico titolo mondiale di Formula 1.

Hunt ottenne i migliori risultati alla guida della McLaren. Uomo dal carattere irruento ed anticonformista, ebbe spesso contrasti con l'ambiente delle corse automobilistiche. Nel 1976 si aggiudicò il titolo di campione del mondo di Formula 1 precedendo di un solo punto il ferrarista Niki Lauda. La stagione sembrava ormai di marchio Ferrari con Lauda protagonista.
L'incidente al Gran Premio di Germania occorso a Lauda permise a James Hunt di recuperare gran parte dello svantaggio accumulato in campionato, proponendosi come principale avversario del pilota Ferrari. Lauda tornò al volante dopo soli 42 giorni dall'incidente, al Gran Premio di Italia. Il duello con Hunt proseguì fino all'ultima gara, il Gran Premio del Giappone sul circuito del Fuji.
La gara venne corsa sotto una pioggia torrenziale, e Lauda, nel corso del secondo giro, preferì fermarsi ai box e ritirarsi per la pericolosità delle condizioni, causando, tra l'altro, l'ira di Enzo Ferrari in persona. Hunt proseguì ed ottenne il piazzamento necessario a vincere il titolo. L'inglese rimarrà in McLaren anche per i due anni successivi, conquistando tre vittorie (Gran Bretagna, Stati Uniti Est e Giappone), tutte nel 1977. Con questo episodio, Hunt siglò un record anomalo: per tutto il mondiale del '76 non risultò mai primo in classifica, salvo quando con l'ultimo GP in Giappone passò in testa ed ottenne così la vittoria del campionato, record eguagliato nel 2010 da Sebastian Vettel.
Fece scalpore, durante la stagione successiva, la sua polemica con Riccardo Patrese riguardo alle cause dell'incidente in cui perse la vita a Monza Ronnie Peterson nel corso del Gran Premio d'Italia 1978: inizialmente fu attribuita a Patrese la causa del terribile incidente con le accuse che partirono da Hunt prima di essere appoggiate dagli altri corridori. Successivamente nuove riprese televisive evidenziarono come le "responsabilità" dovessero essere ripartite fra più piloti, tra cui lo stesso Hunt.

#### L'addio al mondo delle corse (1979)
Nel 1979 passò alla Wolf, sostituendo Jody Scheckter e firmando un contratto annuale da ottocento milioni di lire. Il pilota inglese, in cerca di rilancio, sperava di poter competere, se non per la vittoria del titolo mondiale, almeno per la conquista di qualche gara. In realtà la WR7, con cui la scuderia canadese intendeva disputare la stagione, si rivelò scarsamente competitiva e molto difficoltosa nella messa a punto. Hunt, sempre più demotivato di gara in gara, alla vigilia del Gran Premio del Sudafrica, annunciò il suo ritiro a fine anno, salvo poi anticiparlo due settimane dopo la corsa di Monaco. L'addio che diede al mondo delle corse fu al vetriolo: "Lascio ora e definitivamente perché - nel mondo della F1 - l'uomo non conta più!", ebbe a dire durante un'intervista.

#### Risultati completi
| 1973 | Scuderia | Vettura |  |  |  |  |  |     |  |   |   |   |  |     |    |   |   |  |  | Punti | Pos. |
| ---- | -------- | ------- |  |  |  |  |  | --- |  | - | - | - |  | --- | -- | - | - |  |  | ----- | ---- |
| 1973 | Hesketh  | 731     |  |  |  |  |  | Rit |  | 6 | 4 | 3 |  | Rit | NP | 7 | 2 |  |  | 14    | 8º   |

| 1974 | Scuderia | Vettura |     |   |     |    |     |     |   |     |     |  |     |   |     |   |   |  |  | Punti | Pos. |
| ---- | -------- | ------- | --- | - | --- | -- | --- | --- | - | --- | --- |  | --- | - | --- | - | - |  |  | ----- | ---- |
| 1974 | Hesketh  | 731 308 | Rit | 9 | Rit | 10 | Rit | Rit | 3 | Rit | Rit |  | Rit | 3 | Rit | 4 | 3 |  |  | 15    | 8º   |

| 1975 | Scuderia | Vettura |   |   |     |     |     |     |     |   |   |   |     |   |   |   |  |  |  | Punti | Pos. |
| ---- | -------- | ------- | - | - | --- | --- | --- | --- | --- | - | - | - | --- | - | - | - |  |  |  | ----- | ---- |
| 1975 | Hesketh  | P308    | 2 | 6 | Rit | Rit | Rit | Rit | Rit | 1 | 2 | 4 | Rit | 2 | 5 | 4 |  |  |  | 33    | 4º   |

| 1976 | Scuderia | Vettura |     |   |     |   |     |     |   |   |    |   |   |   |     |   |   |   |  | Punti | Pos. |
| ---- | -------- | ------- | --- | - | --- | - | --- | --- | - | - | -- | - | - | - | --- | - | - | - |  | ----- | ---- |
| 1976 | McLaren  | M23     | Rit | 2 | Rit | 1 | Rit | Rit | 5 | 1 | SQ | 1 | 4 | 1 | Rit | 1 | 1 | 3 |  | 69    | 1º   |

| 1977 | Scuderia | Vettura   |     |   |   |   |     |     |   |    |   |   |     |     |     |     |   |     |   | Punti | Pos. |
| ---- | -------- | --------- | --- | - | - | - | --- | --- | - | -- | - | - | --- | --- | --- | --- | - | --- | - | ----- | ---- |
| 1977 | McLaren  | M23 e M26 | Rit | 2 | 4 | 7 | Rit | Rit | 7 | 12 | 3 | 1 | Rit | Rit | Rit | Rit | 1 | Rit | 1 | 40    | 5º   |

| 1978 | Scuderia | Vettura |   |     |     |     |     |     |   |   |   |     |    |     |    |     |   |     |  | Punti | Pos. |
| ---- | -------- | ------- | - | --- | --- | --- | --- | --- | - | - | - | --- | -- | --- | -- | --- | - | --- |  | ----- | ---- |
| 1978 | McLaren  | M26     | 4 | Rit | Rit | Rit | Rit | Rit | 6 | 8 | 3 | Rit | SQ | Rit | 10 | Rit | 7 | Rit |  | 8     | 13º  |

| 1979 | Scuderia | Vettura |     |     |   |     |     |     |     |  |  |  |  |  |  |  |  |  |  | Punti | Pos. |
| ---- | -------- | ------- | --- | --- | - | --- | --- | --- | --- |  |  |  |  |  |  |  |  |  |  | ----- | ---- |
| 1979 | Wolf     | WR7     | Rit | Rit | 8 | Rit | Rit | Rit | Rit |  |  |  |  |  |  |  |  |  |  | 0     |      |

| Legenda | 1º posto     | 2º posto | 3º posto    | A punti         | Senza punti/Non class.  | Grassetto – Pole position Corsivo – Giro più veloce |
| Legenda | Squalificato | Ritirato | Non partito | Non qualificato | Solo prove/Terzo pilota | Grassetto – Pole position Corsivo – Giro più veloce |

### Dopo la Formula 1
In seguito al ritiro dalle corse Hunt continuò a condurre uno stile di vita molto sregolato, con un forte abuso di fumo e alcol. Trovò posto in BBC come commentatore tecnico dei Gran Premi di Formula 1, innescando anche violente polemiche con i colleghi e i piloti, da lui spesso aspramente criticati. Mantenne il ruolo fino alla sua morte.
Continuò a rimanere in buoni rapporti con Niki Lauda, il quale raccontò di una cena con lui nel 1984, poco dopo la vittoria del suo terzo mondiale:

### La morte prematura
Il 14 giugno 1993, durante una partita a biliardo con un amico, Hunt affermò di sentirsi male e decise di tornare nella sua casa di Londra. Il giorno dopo fu trovato morto, con il telefono in mano: aveva cercato di chiamare i soccorsi. La morte di Hunt, giunta a 45 anni, fu attribuita a un infarto, a cui probabilmente avevano contribuito il forte abuso di fumo ed alcool durante tutta la sua vita. Solamente due giorni prima aveva commentato il GP del Canada insieme a Murray Walker.
Alla sua morte fu scoperto il suo dissesto finanziario, e la vendita dei pochi beni rimasti non riuscì a coprire il suo debito verso i creditori e lo Stato.

### La parabola del pilota
Enzo Ferrari, nel suo libro Piloti, che gente! prese la vita agonistica di Hunt come perfetto esempio per spiegare la sua teoria sulla cosiddetta "parabola del pilota": all'inizio egli è affamato di vittoria, spende ogni grammo della sua energia per raggiungere l'ambito obiettivo, spesso supera i limiti a volte evidenti del mezzo meccanico e in una specie di trance agonistica raggiunge la vittoria Mondiale ma poi, distratto e logorato dalla fama, dagli agi e dagli impegni sempre più pressanti e numerosi dovuti alle incessanti richieste di tutti, perde quel tocco magico e si avvia prima o dopo a un lento ma inesorabile declino, fin quando decide di dire basta e ritirarsi. Per alcuni piloti ciò avviene più repentinamente, altri raggiungono ancora una, due o più volte la consacrazione, ma per tutti arriva poi il momento fatale di lasciare un mondo che non riconoscono più come proprio.

## Vita privata

### Immagine pubblica
Hunt era noto per un comportamento particolarmente spavaldo sia in pista che fuori, tanto che gli valse la reputazione di amante dell'alcol e del sesso. Facendosi un'immagine popolare proprio grazie alla Formula 1, Hunt divenne un vero e proprio playboy dell'epoca.
Il suo stile di vita fu così controverso come alcuni eventi che lo videro protagonista nelle corse: spesso accompagnato da belle donne, camminando in jeans ed a piedi nudi prima dell'inizio di ogni evento, ampie frequenze in discoteche e locali notturni; inoltre, gli piaceva bere alcolici di ogni tipo e talvolta lo si è visto fare uso anche di cocaina e marijuana. Oltre alle corse, Hunt era anche appassionato e praticante di altri sport come squash, tennis, cricket e calcio.
Fin dagli inizi della sua carriera in Formula 1, si creò una forte rivalità fra Hunt e l'austriaco Niki Lauda; in pista non vi era indulgenza fra i due, ma fuori erano molto amici. Lauda ha sempre descritto Hunt come "un amico onesto ed aperto", Hunt invece ammirava molto le capacità tecniche e analitiche di Lauda al volante. Hunt divenne presto amico anche del sudafricano Jody Scheckter, quando si trasferì nella primavera del 1974 in Spagna. Un altro amico fu Ronnie Peterson, che piacque molto ad Hunt in quanto tranquillo e timido. Hunt è anche ricordato per aver scoperto l'allora nuovo talento Gilles Villeneuve, poiché il canadese riuscì a batterlo in una gara di Formula Atlantic del 1976; e fu lo stesso Hunt che organizzò il debutto di Villeneuve in un Gran Premio di Formula 1 con la McLaren, nel 1977.

### Relazioni
Hunt iniziò la relazione con Taormina Rieck, quando aveva appena 15 anni; la loro relazione terminò però nel maggio 1971, perché la Rieck pretendeva che Hunt non vedesse più i suoi familiari ed amici.
Hunt conobbe la sua prima moglie, la modella Suzy Miller, nel 1974 in Spagna, sposandosi il 18 ottobre di quell'anno, solo dopo poche settimane dal loro primo incontro. Entro la fine del 1975, la Miller lasciò Hunt per unirsi con l'attore Richard Burton, il quale pagò il divorzio di Hunt - avvenuto nel 1976 - per un milione di dollari.
Nel 1982, Hunt si trasferì a Wimbledon e nel settembre dello stesso anno conobbe la sua seconda moglie, Sarah Lomax, mentre era in vacanza in Spagna con amici. Hunt e la Lomax convolarono a nozze il 17 dicembre 1983 a Marlborough, nel Wiltshire. Dal matrimonio nacquero due figli: Tom e Freddie.
Durante una visita a Doncaster, Hunt venne arrestato per aver aggredito due agenti di polizia, venendo rilasciato su cauzione dopo due ore. Hunt divorziò dalla seconda moglie nell'ottobre 1988, ma continuò a vivere con i figli; il divorzio, voluto dalla Lomax per motivi di adulterio da parte di Hunt, venne riconosciuto nel novembre 1989.
Poco tempo dopo, Hunt incontrò Helen Dyson, che aveva 18 anni meno di lui, in un ristorante di Wimbledon; la relazione dei due venne vista di cattivo occhio da parte dei genitori di lei ed Hunt mantenne segreto tale rapporto agli amici ed ai media per un po' di tempo. La frequentazione, comunque, aveva portato nuovamente la felicità nella vita di Hunt, tanto che il giorno prima di morire propose alla Dyson, via telefono, di sposarlo.

## James Hunt nella cultura di massa
Il film Rush del 2013, diretto da Ron Howard, tratta della rivalità sportiva maturata in pista, nel corso degli anni settanta, fra Hunt e l'austriaco Niki Lauda; la pellicola racconta principalmente del duello tra i due piloti per la conquista del titolo iridato, durante il campionato mondiale di Formula 1 1976. James Hunt è interpretato dall'attore australiano Chris Hemsworth.